# Photinus umbratus
Photinus umbratus är en skalbaggsart som beskrevs av Leconte 1878. Photinus umbratus ingår i släktet Photinus och familjen lysmaskar. Inga underarter finns listade i Catalogue of Life.